# توماس ويليامز
توماس ويليامز (بالإنجليزية: Thomas Williams (Pennsylvania))‏ (و. 1806 – 1872 م) هو سياسي، ومحام من الولايات المتحدة الأمريكية ولد في غرينسبورج.
وهو عضو في الحزب الجمهوري .